# Maestro delle Vele
Il Maestro delle Vele (... – XIV secolo) è stato un pittore italiano, collaboratore diretto di Giotto.

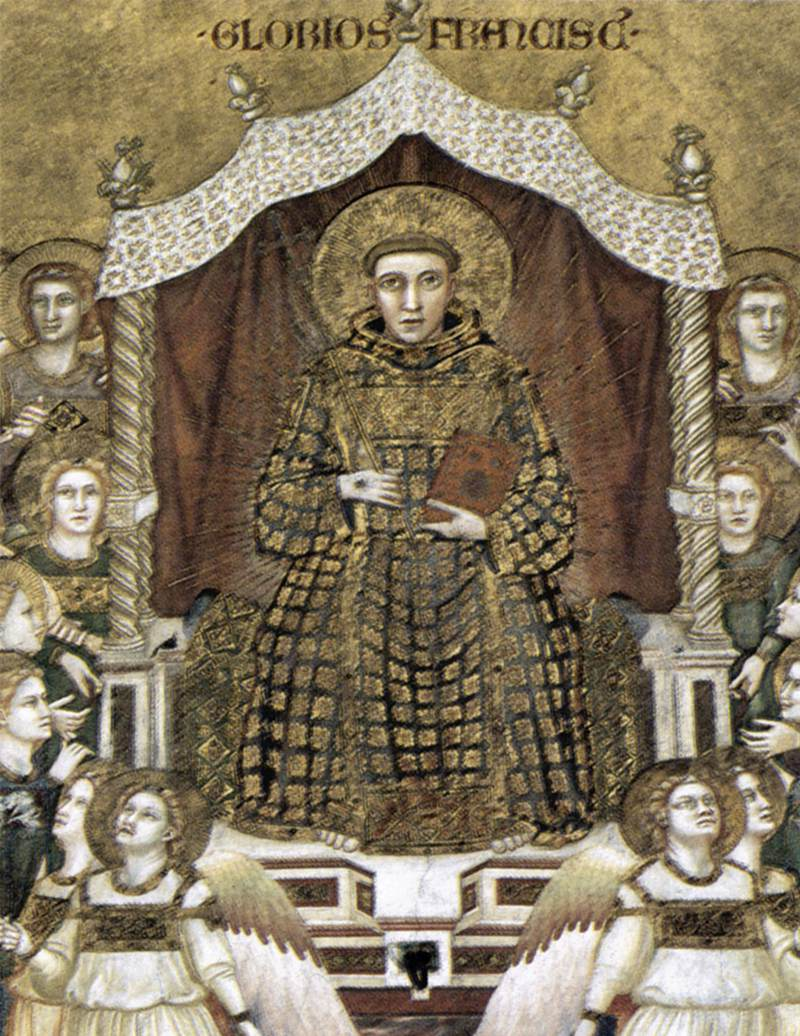
Gloria di san Francesco, dettaglio delle vele con le Allegorie francescane, basilica inferiore di Assisi

Forse da identificare con Angiolello da Gubbio, deve il suo nome alle vele della crociera sopra l'altare della basilica inferiore di Assisi dove affrescò, con il cosiddetto Parente di Giotto, le Allegorie Francescane, su probabile disegno di Giotto stesso. 
La sua mano compare anche nella Cappella della Maddalena e nelle Storie dell'infanzia di Cristo del transetto destro. La sua origine umbra si evince da residui di staticità nelle forme che deriva dalla lezione dei maestri duecenteschi attivi in regione.